# Avoca (miasto)
Avoca – miasto w Stanach Zjednoczonych, w stanie Nowy Jork, w hrabstwie Steuben.